# پولتینتسی
پولتینتسی (به بلغاری: Poletintsi) یک منطقهٔ مسکونی در بلغارستان است که در شهرستان کیوستندیل واقع شده‌است.